# Sacha Bali
Sacha Bali (Rio de Janeiro, 29 maggio 1981) è un attore e regista teatrale brasiliano.
Attore molto attivo in teatro, ha preso parte anche a diverse telenovelas, lavorando sia per Rede Record sia per Rede Globo.

## Filmografia

### Telenovelas
- Bicho do Mato (2006) (Rede Record)
- Caminhos do Coração (2007-2008) (Record)
- Os Mutantes: Caminhos do Coração (2008-2009)
- Promessas de Amor (2009) (Rede Record)
- Poder Paralelo (2010) (Rede Record)
- Vidas em Jogo (2011) (Rede Record)
- Salve Jorge (2012) (Rede Globo)
- Joia Rara (2013) (Rede Globo)
- Em família (2014) (Rede Globo)
- Buongiorno, Verônica (Bom Dia, Verônica) (2020)

### Cinema
- Paraísos Artificiais (2012)
- Vazio (2015)
- Em Nome da Lei (2016)
- Veneno regia di Tiago Santiago (2016)